# 가면라이더 블랙
가면라이더 블랙(일본어: かめんらいだーブラック,仮面ライダーBLACK 카멘라이다 브락쿠[*], 영어: Kamen Rider Black)는 1987년 10월 4일부터 1988년 10월 9일까지 TBS 계열로 매주 일요일 10:00 - 10:30(JST)에 전 51화가 방송된 토에이 제작의 특수 촬영 TV프로 및 작중으로 주인공이 변신하는 히어로의 명칭이다. 가면라이더 시리즈의 잇사쿠로, 시리즈의 원작자인 이시노모리 쇼타로 자신에 의한 것등의 만화판도 있다.

## 시놉시스
청년 미나미 코타로는 19살의 생일을 맞이한 날, 친구 아키즈키 노부히코와 함께 암흑 결사 고르곰에게 유괴당해 차기 창세왕 후보로 삼으려는 삼신관에 의해서 체내에 킹스톤 「태양의 돌」이 심어져 세기왕 블랙 선으로 개조되었다.
아들들로부터 사람으로서의 기억만은 지우게 하지 않기 위해 난입한 아키즈키 교수의 인도에 의해서, 뇌개조를 받기 직전에, 고르곰이 세기왕을 위해서 준비해 둔 오토바이형 생명체 · 배틀 호퍼를 타고, 도망치지만, 삼신관의 추격자에게 잡혀 공격을 받는다. 그 충격 속, 코타로의 몸은 이형의 메뚜기 남자에서 블랙 선의 모습이 된다.
그 후 아키즈키 교수의 죽음을 겪고, 코타로는, 고르곰의 괴멸과 잡혀 있는 노부히코의 구출을 결의하고, 가면라이더 BLACK을 자칭하고 고르곰과 대결한다.

## 개요
『가면라이더 슈퍼1』이래 6년만의 텔레비전 시리즈의 새로운 작품이 된 본작은, 히라야마 토오루에게서 요시카와 스스무PD지휘 아래, 별 스탭이 「원점회귀=가면 라이더0호」또는, 원작자의 이시노모리 쇼타로의 만화 작품에의 원점회귀로서 기획하고, 세계관이나 설정의 일신이 행하여져, 가혹한 운명을 떠맡은 주인공의 고뇌라고 희망을 중심으로 설치한 이야기만들기를 목표로 해서 제작되었다. 기획 당초의 1986년∼1987년 당시는, 스폰서의 반다이와 쇼가쿠칸은, TBS를 통해서, 울트라 시리즈 부활을 예정하고 있었지만 그 기획을 들은 TBS의 자회사측은, 가면라이더 시리즈를 제안해서 울트라맨 새시리즈의 기획이 가면라이더의 새시리즈로 변경되었다.

## 등장 인물
미나미 코타로 / 가면라이더 BLACK
아키즈키 노부히코와 같이 19년 전의 일식의 날의 같은 시간에 태어났다. 3살 때 부모님과 사별해 아버지의 학자 동료였던 노부히코의 아버지 · 소이치로의 양자가 된다.
19살의 생일 파티 중간 일어난 불가사의한 현상에 의혹을 안고, 주최한 소이치로의 진심을 밝혀내기 위해 집으로 돌아가려던 것을 노부히코와 함께 삼신관이 데리고 사라져 개조 수술을 받아 세기왕 블랙 선이 되었지만, 뇌개조 전에 소이치로의 인도로 배틀 호퍼를 타고 탈출. 이후 가면라이더 BLACK을 자칭하고, 고르곰의 음모에 맞서게 된다.
개조 인간으로서 경이적인 근력 외에 높은 치유 능력이나 해독 능력이 주어져 있어 오감도 적외시, 무지향성 청각 등이 강화되어 있다. 일정한 변신 포즈를 취하면, 녹색의 에너지를 전신으로부터 방출하고, 메뚜기 남자의 모습을 거쳐 라이더로 변신한다.
본작이 「라이더 0호」로서 기획된 적도 있어, 일이 있을 때마다 「자신이 개조 인간이 된 것을 향한 고뇌」나 「자신과 같은 경우면서, 자아를 잃어버린 노부히코와 싸우는 고뇌」 등에 괴로워하는 씬이 그려졌다.
왼쪽 가슴에 「고르곰의 심볼 마크」(뱀과 보석을 도안화한 것으로, 「rider」의 앞 두 문자나 「ら」의 거울 문자로도 받아들일 수 있는 디자인으로 되어 있다)이 들어가 있다.
아키즈키 노부히코 / 쉐도우 문
미나미 코타로와 같이 19년 전의 일식의 날의 같은 시간에 태어났다. 19살의 생일 파티의 뒤, 코타로와 집으로 돌아가려던 것을 삼신관이 데리고 사라져 개조 수술을 받지만, 소이치로의 방해로 신전에 남겨져, 번데기에 감긴 메뚜기 남자 상태로 잠에 들었다. 후에 삼신관의 돌의 힘으로 세기왕 쉐도우 문으로서 부활했다. 하지만 노부히코로서의 기억은 있지만, 그 인격은 없었다.
아키즈키 쿄코
소이치로의 친딸로 노부히코의 여동생. 아버지를 잃은 후, 코타로의 권유로 찻집 캐피톨라에 하숙 하는 하기로. 코타로와는 남매와 다름없이 자랐지만, 점차 이성으로서도 의식하기 시작하고 있었던 것 같다. 중반에 코타로가 BLACK인 것을 안다. 고르곰의 손에 의해서 쉐도우 문 각성을 위한 산제물로 되지만, 빌게니아의 방해로 아슬아슬하게 난을 피했다. 가면라이더 BLACK이 쉐도우 문에게 져 일본을 향한 고르곰의 총공격이 시작되어 실의 중, 미국으로 도망. 그 후 BLACK(코타로)의 생존을 알고 일본에 돌아가려고 하지만, BLACK과 쉐도우 문의 결판의 방해가 된다고 카츠미에게 혼나, 이국에서 코우타로의 몸을 염려했다.
키다 카츠미
노부히코의 걸프렌드. 찻집 캐피톨라의 경영을 맡고 있다. 중반에 쿄코와 같이 코우타로가 BLACK인 것을 안다. 고르곰에게 납치된 연인의 무사 귀환을 간절히 바라고 있어서, 쉐도우 문화한 노부히코와의 재회에는 마음이 어지럽혀진다. 가면라이더 BLACK이 쉐도우 문에게 져 일본을 향한 고르곰의 총공격이 시작되어, 쿄코와 함께 미국으로 도망. 그 후 BLACK(코타로)의 생존을 알지만, BLACK과 쉐도우 문의 결판의 방해가 된다고, 귀국하지 않고 쿄코와 함께 이국에서 코우타로의 몸을 염려했다. 쿄코와 같이, 다음 작품 「RX」에서는 회상 씬에서 등장.
토도 마사루
찻집 캐피톨라의 경영자. 코타로의 대학 선배이기도 하다. 가게의 경영보다 취미인 스쿠버 다이빙을 우선하고 있다. 본편에서 2번 밖에 등장하고 있지 않다.
타키 류스케
인터폴 수사관. 노부히코의 축구부 선배로, 축구부 시절의 특기 「류 슛」으로 BLACK의 위기를 구했다. 제16화와 제30화에 등장.초대 「가면라이더」에 등장한 FBI 수사관 · 타키 카즈야를 오마쥬한 캐릭터.
또한 쿄모토는 노 개런티로 출연했다. 그 대신에 「라이더의 정체를 유일하게 알고 있다」 「라이더와 같은 정도의 활약을 한다」 「정체는 전 FBI」라고 하는 조건을 걸었다는 것 같다.
미나미 마사토
코타로의 아버지로 소이치로의 학자 동료. 코타로가 3살 때, 고르곰이 꾸민 비행기 사고에 의해서 사망.
미나미 토모코
코우타로의 어머니. 남편과 함께 비행기 사고에 의해서 사망.
고래 괴인
제46, 48 - 50화에 등장. 머리에서 분사하는 흰 점액이 무기. 바다를 파괴하는 고르곰의 작전을 은밀하게 불만을 가지고 있어, 그 때문에, 대괴인 바라옴의 계획에 의해 가면라이더 BLACK과 길동무로 쓰러지기 직전에 BLACK에게 도움을 받았다. 바라옴이 쓰러진 후, 제46화에 자신의 고향 바다에 돌아갔지만 BLACK이 쉐도우 문에게 져서 죽은 것을 알고, 성스러운 바다의 동굴에서, 일족에게 전해지는 생명의 엑기스로 BLACK를 되살렸다. 그 후, BLACK과 함께 고르곰 궁전으로 향하지만, 최종 결전을 앞두고 고르곰의 큰가시고기 괴인에게 처형되었다.
그 후, 성스러운 바다의 동굴은 「가면라이더 BLACK RX」에서 라이드론에게 생명을 준 것으로, 실질적으로 BLACK에게 있어서는 최고의 동료라고 말할 수 있다.

## 가면라이더
※블랙 선 / 가면라이더 BLACK
미나미 코타로가 변신한다. 킹스톤 「태양의 돌」을 체내에 가지는 고르곰의 세기왕으로서 개조 수술을 받는다. 노부히코의 아버지 · 아키즈키 소이치로 교수의 난입에 의해 뇌개조로 기억을 지워지기 직전에 탈출해, 인간 사회를 지키기 위해 「가면라이더 BLACK」을 자칭하고 고르곰에 맞서는 흑색의 전사.
당초는 몰래 싸우고 있었지만, 아마도 구조된 사람들들의 증언을 통해 세상에도 그 이름은 알려져 갔다. 제18화에서는 쿄코, 카츠미가 그 존재를 여러 사람이 아는 사실처럼 말하고 있다. 종반에는 사람들에게 유일하게 희망을 맡길 수 있는 존재가 되어 있어, 그 죽음에 사람들은 의기 소침, 부활은 사람들에게 살아갈 희망을 주었다(부활의 보는, 이 시점에서 미국에 건너가 있던 쿄코 · 카츠미에게도 닿았다).
변신 프로세스는 이하와 같다.
1. 「변신」의 구령과 함께 일정한 변신 포즈를 취한다.
2. 킹스톤 주변의 세포가 강렬한 섬광과 함께 변신 벨트의 형태를 만들어, 벨트 중심부의 에너지 리엑터가 에너지를 증폭시켜 전신으로 보낸다.
3. 특수 동면 유전자 · MBG의 활동에 의해, 우선 신체가 기괴한 「메뚜기 남자」의 모습으로 바뀐다.
4. 거기에 그 위를 강화 피부 · 리플러스폼이 감싸는 것에 의해서 변신이 완료된다(그 때, 관절부에서 변신에 사용된 에너지가 증기가 되어 분출된다).
복부에 심어진 킹스톤을 에너지원으로 해서, 「라이더 펀치→라이더 킥」의 연속 공격(다른 기술은 피해를 주는 기술 정도로 밖에 사용되지 않고, 거의 모든 괴인을 이 연속 공격으로 쓰러트리고 있다)을 필살기로서 고르곰의 괴인들을 타도한다. 또 제13화 이후부터, 에너지를 일점에 집중시키는 바이탈 차지를 병용해, 기술의 위력을 강화시키고 있다(이 때문에, 팔이나 다리가 새빨갛게 빛나, 주위에서 나타나는 섬광이 한층 더 격렬해졌다). 또, 종반에 고래 괴인의 생명의 엑기스에 의해 소생했을 때 파워가 수배 강화되었다.
신장 198.7cm, 체중 87kg, 점프력은 30m, 수중에서의 활동시간은 10분. 강화 근육 · 피르브론은 보통 사람의 30배의 힘을 발휘하고, 센시티브 이어는 500m 앞의 속삭이는 목소리까지 알아 들을 수 있다. 멀티 아이는 망원, 광시야, 암시의 능력을 가지고 있으며 괴인의 인간태의 구별도 가능하고 한다. 주로 적의 움직임이나 약점을 간파하기 위해서 사용된다.

## 쉐도우 문
※쉐도우 문
고르곰의 멤버인 아키즈키 소이치로 교수의 아들이며, 코우타로의 친구이기도 한 노부히코가 개조된 모습. 블랙 선(BLACK)과 대를 이루는 고르곰의 또 한 명의 세기왕(지옥왕자, 그림자의 왕자로도 칭해진다). 킹스톤 「달의 돌」을 체내에 가지고, 압도적인 능력을 자랑하는 최강최후의 적으로서 BLACK의 앞을 가로막는다. 외관은 BLACK을 닮았지만 여기저기에 무장이 달려 있어(후술), 보다 공격적인 형태가 되어 있다. 또, 검은 보디에 생물적인 형태인 BLACK과는 대조적으로, 메탈릭 실버를 기조로 한 컬러링에 나사를 박은 듯한 장식을 가한 금속적인 디자인이 특징이다.
아키즈키 교수의 난입 때 깊은 데미지를 입었기 때문에 코타로와 함께 탈출할 수 없었고, 그대로 잡혀 장기간 치료가 필요해져버렸다. 그러나, 후에 삼신관이 가진 3개의 돌의 힘에 의해 부활한다. 뇌개조까지 당했기 때문에, 자신이 노부히코였다고 하는 기억은 있지만 그 의식은 기본적으로 없다. 다만, 자신의 여동생과 연인을 향한 애정만은 약간 남아 있어, 두 명에게 위해를 주는 행동은 피하고 있다. 변신 기능은 창세왕에게 조작되고 있어, 제47화에서, 단 한 번 창세왕이 강제적으로 노부히코의 모습으로 만든 적이 있다. 가면라이더 BLACK처럼 변신 해제해서 자신의 의지로 노부히코의 모습으로 돌아오는 것은 할 수 없다. 세기왕의 숙명에 따라, 자신과 싸울 것을 코타로에 강요하지만, 친구를 상처입히는 것을 원하지 않는 코타로의 고뇌가 종반의 드라마의 볼거리가 되었다.
신장 197.4cm, 체중 90kg, 점프력은 40m, 수중에서의 활동시간은 60분. 몸의 표면은 BLACK의 강화 피부 · 리플러스폼 이상의 경도를 자랑하는 실버 가드에 덮여있고 양팔꿈치의 강화 장비 엘보 트리거, 양다리의 강화 장비 레그 트리거는, 펀치나 킥의 효과를 향상시키는 기능이 있어, 상대를 베어가르는 무기로도 사용 가능하다(트리거 자체도 초진동하기 때문에, 닿는 것만으로 암석도 부수는 것이 가능). 마이티 아이는, BLACK의 멀티 아이의 능력에 더해 투시 능력을 갖추고 있다. 또, 인간의 정신이나 기후를 조종하는 능력도 가진다. 그 전투력은 블랙과 동등, 또는 그 이상이다. 단, TV판에서는 첫 대전이었던 제47화에서는, 사탄 샤벨을 가진 유리한 조건이면서 BLACK에게는 열세로 몰렸다. 하지만, 코타로의 마음의 망설임과 창세왕의 원호에 의해서 승리를 얻는다. 고래 괴인의 도움으로 부활한 BLACK과의 재전투에서는 패배했다.

## 적조직
※암흑결사 고르곰
태고의 옛날부터 존재한 암흑결사. 인류가 태어나기 전부터 지구를 지배해왔다. 아마 역대 암흑 조직(쇼커~바단)보다 아득히 예전부터 존재했다고 생각할 수 있다. 인간 문명이나 문화를 파괴해, 뛰어난 인간만을 괴인으로 삼고, 괴인만의 세계를 만들려 하고 있다. 과거에도 적어도 한 번, 5만년 전에 인류 문명을 파괴했던 적이 있다. 조직에는 정재계의 실력자나 우수한 과학자도 참가하고 있고, 세계를 뒤에서 조종하고 있다. 5만년에 한 번, 킹스톤을 가지는 2명의 세기왕을 싸우게 해, 이긴 쪽을 차기 창세왕으로 한다. 기본적으로 인간에게는 냉혹하지만, 동료의식이 있고, 역대 조직 중에서 괴인을 가장 소중하게 취급하고 있다. 그러나, 이야기 종반에서 대괴인 다롬은 바다에서 태어난 괴인이 있는데도 상관없이 바다를 핵이나 석유로 오염시키려고 하거나 「괴인 따윈 일회용」이라고 하고 있어, 이것이 고래 괴인이 배신하는 요인이 되었다. 쉐도우 문 부활을 계기로 인류에게 선전포고한 것으로, 그 존재가 세계에 널리 알려지게 되었다.
＊창세왕
고르곰의 수호신이자 지배자. 5만년마다 교대한다. 텔레파시에 의해서 세기왕이나 삼신관하고만 대화한다. 제50화에서 결국 심장 같은 정체를 드러내지만, 이미 수명이 다하기 직전이었다. 단, 이 심장 같은 모습은 본래의 창세왕의 모습은 아니다.
쉐도우 문에게 스스로의 힘을 나누어 주고 블랙 선을 쓰러트리게 하려고 했지만, 쉐도우 문이 졌기 때문에 블랙 선을 차기 창세왕으로 삼으려고 한다. 그러나 블랙 선인 가면라이더 블랙이 그것을 거절한 것 때문에 지구를 파괴하려고 하지만, 블랙이 부른 사탄 샤벨에 의해 신체를 꿰뚫려, 「인간의 마음에 악이 있는 한 되살아난다」라는 말을 남기고 고르곰 본부와 함께 폭사했다.
＊삼신관(대괴인)
고르곰의 활동을 구체적으로 결정하고, 실행하는 중임을 진다. 일반 괴인 중에서 조직을 향한 공적이 큰 사람이 선대의 신관에게 선출 · 재개조된다. BLACK을 당초는 「블랙 선」이라고 부르고 있었지만 제4화부터 「가면라이더 BLACK」으로 통칭이 바뀌었다.
-대신관 다롬
창세왕을 섬기는 고르곰 삼신관의 한 명. 리더격으로, 몸집이 작은 노인의 모습을 하고 있고, 하늘의 돌을 소지한다. 뛰어난 두뇌의 소유자로, 특수한 장갑 같은 것을 장착해 오른손에서 쏘는 유전자 조작 빔으로 개조 수술을 실시한다. 전투시에는 염동력으로 상대를 공격한다. 인류에게 격렬한 증오를 안고 있어 인류 말살을 꾀한다. 제36화에서 쉐도우 문을 부활시키기 위해 하늘의 돌의 힘을 다 사용해, 본래의 모습인 대괴인 다롬으로 돌아온다.
＊대괴인 다롬
다롬이 하늘의 돌을 잃어, 본래의 모습인 삼엽충의 대괴인으로 돌아온 모습. 건물조차도 날려 버리는, 대신관 때보다 강력한 염동력과 괴력과 신축 자재인 머리 부분의 촉수를 무기로 해서, BLACK과도 몇번이나 격돌했다. 전투 능력은 높아져 있지만, 대신관일 때에 사용하던 유전자 조작 빔은 사용하지 않게 되었다. 그 대신 머리 부분의 촉수에서 파괴 빔을 쏠 수 있게 되었다. 대괴인중에서 유일하게 수중에서도 활동이 가능. 제49화에서 「생명의 엑기스」에 의해 파워업한 BLACK에게 져서 사망했다.
-대신관 바라옴
고르곰 삼신관의 한 명. 그 얼굴은 바위 같은 녹색의 피부로 싸여 있다. 바다의 돌을 소지한다. 몹시 거칠고 호전적인 성격. 그 일면에는 굶주린 괴인들의 패싸움을 중재하고, 제멋대로 행동을 한 괴인을 몹시 야단치는 등, 괴인들의 형님적인 면이 강한 조직의 조정역이기도 했다. 양손은 기계처럼 되어 있어 손가락끝에서 쇼크 빔을 발사하거나 배리어를 쳐 적의 공격을 막는다. 제36화에서 쉐도우 문을 부활시키기 위해 바다의 돌의 힘을 다 사용해, 본래의 모습인 대괴인 바라옴으로 돌아온다.
＊대괴인 바라옴
바라옴이 바다의 돌을 잃어, 본래의 모습인 샤벨 타이거의 대괴인으로 돌아온 모습. 이전보다 더 괴력으로, 대신관일 때에 사용하고 있던 양손에서 발사하는 쇼크 빔(인간에게도 별로 통용되지 않고, 작전을 실패한 부하의 처벌 시에 사용하고 있었다)은 2색 파괴 광선으로 변화하고 있고, 괴인이나 BLACK에게조차 데미지를 주는 위력을 자랑한다. 대신관일 때와 달리, 인간으로 변장하거나 BLACK과 직접 대결하는 일도 많았다. 파괴 광선의 외, 턱에서 자란 송곳니에서 카피된 2개의 샤벨이나 날카로운 발톱을 무기로 BLACK과 싸운다. 다소 동료의식이 강해 비숍이 쓰러졌을 때에는 BLACK을 향한 분노를 보여, 바다를 오염하려고 하는 다롬에게 해생 괴인에게 악영향을 끼치는 것을 이유로 충고하려고 하는 등 부하를 소중히 하는 일면도 있다. 제46화에서 고래 괴인을 이용해 BLACK를 쓰러트리려고 하지만, 고래 괴인의 점액을 맞아서 움직일 수 없게 되어 라이더 킥에 쓰러졌다.
제46화에서 특훈으로 초고속 이동 능력을 체득. 「가면라이더」의 사신신 박사=이카데비루 이래로, 라이더 시리즈에서는 오랜만의 「특훈한 간부 괴인」.
-대신관 비슘
고르곰 삼신관의 한 명. 오른쪽의 눈으로 미래를, 왼쪽의 눈으로 과거를 볼 수 있는 여예언자. 땅의 돌을 소지한다. 눈에서 쏘는 작열광구로 적을 태워버린다. 삼신관 중에서 유일하게, 얼굴이 인간다운 원형을 가지고 있다. 냉혹한 성격으로, 인간이 만드는 미나 사랑을 부정하는 작전을 실시한다. 제36화에서 쉐도우 문 부활을 위해 땅의 돌의 힘을 다 사용해, 본래의 모습인 대괴인 비슘으로 돌아온다
＊대괴인 비슘
비슘이 땅의 돌을 잃어, 본래의 모습인 익룡의 대괴인으로 돌아온 모습. 이전보다 비행 능력과 스피드가 강화되어 있고, 두 눈에서 발사하는 대신관일 때보다 강력한 작열광구로 적을 태워버린다. 그 외, 몸을 고속 회전시키는 것으로 강력한 회오리를 발생시키는 것도 가능해, BLACK과의 일대일 대결에서도 고전시켰다. 제45화에서 BLACK에게 도전, BLACK을 길동무로 삼으려고 해서 쉐도우 문이 쏜 쉐도우 빔에 관통당해 사망했다(이 배후에 쉐도우 문의 황후가 되려는 야심을 다롬, 바라옴은 간파했지만, 그것이 진심이었는지 아닌지는 확실하지 않다). 오히려 이 때, 쉐도우 문이 난입해 온 쿄코를 상처 입히는 것을 주저했기 때문에, BLACK은 경상만을 입고 생환했다.
＊검성 빌게니아
제18화부터 등장. 고대 갑주어 빌게니아의 개조 인간으로 3만년 전의 일식의 날에 태어났지만, 5만년의 주기와 어긋나 있었기 때문에, 킹스톤이 주어지지 않아 세기왕이 될 수 없었다. 갑주어의 괴인이기 때문에 전신을 가리고 있는 갑옷으로 보이는 것은 몸의 일부이다. 과거의 난폭한 태도이기 때문에 관에 봉인당해 잠들어 있었지만, 창세왕의 명에 의해 BLACK를 쓰러트기 위해, 삼신관이 부활시켰다. 삼신관에 대해서, 어조는 은근하면서 반항적인 태도를 보이고 있어, 삼신관도 애를 먹고 있었다. BLACK의 킹스톤을 빼앗아, 세기왕이 되려고 한다.
마검 빌 세이버와 고르곰의 문장이 새겨진 방패 빌 텍터를 가진다. 격투 능력은 BLACK에게 한참 뒤떨어져 있기는 하지만, 마술이나 최면술, 변신 능력, 빛의 구슬이 되어 자유자재로 비행하는 등, 킹스톤을 가지지 않고, 세기왕인 BLACK을 능가하는 특수 능력을 가지고 있었다. 병석에서 갓 일어난 BLACK에 의한 것이었다고는 하지만 라이더 펀치나 라이더 킥을 연달아 맞아도 견딜 수 있는 내구력을 가진다. 또 자신 전용 머신 · 헬 슈터를 제작하게 해, 로드 섹터를 모는 BLACK과 호각의 머신전을 전개했다. 게다가 세기왕 전용 머신인 배틀 호퍼도, 비단벌레 괴인에 의해서 제어 불능이 되어 폭주한 것을 빼앗으려고 한 적도 있었지만 이 때는 실패했다.
3만년의 공백이 있는 것에도 불구하고, 초전에서는 사전에 검은 고양이 괴인을 희생시켜 능력을 조사한 적도 있어, BLACK을 패퇴시켰다. 이후도 몇번이나 격투를 펼쳤다. 부활하고 나서 당분간은, 컨디션 불량에 의해 안색은 살색이었지만, 후에 본래의 색인 백색으로 돌아온다. 당초는 BLACK을 압도하고 있었지만, 점차 고전하게 되어, 제28화에서는 완패를 당하고 있다. 그 후 쉐도우 문 부활이 가까워져, 필요 없어진 상태로 처분되는 것을 두려워한 그는, 창세왕으로부터 「사탄 샤벨」을 받고 기사회생을 도모해, 두 세기왕을 쓰러트려 스스로 차기 창세왕이 되려고 한다. 하지만 제35화에서 BLACK과의 전투 중에 부활한 쉐도우 문에게 사탄 샤벨을 빼앗긴 결과, BLACK의 라이더 펀치와 라이더 킥의 연타를 받고 깊은 상처를 입어, 형세가 불리하다고 보고 고르곰 신전에 귀환해, 그대로 쉐도우 문과 연전해 빌 세이버가 사탄 샤벨에 튕겨 부러져 빌 텍터와 함께 사탄 샤벨의 일격에 베어져서 간단히 쓰러졌다.
냉혹한 성격이면서, 쿠로마츠로 변장하고 코타로를 죽이려고 했을 때에는 남의 눈을 무서워해서인지 코타로의 살해를 단념하거나 BLACK은 자신이 쓰러트린다고 하는 프라이드 때문에 전투에 개입해 BLACK을 결과적으로 돕거나 하고 있다. 쉐도우 문과 같이 무른 점 때문에 BLACK에게 이길 기회를 놓치는 일도 자주 있었다.
자력으로 사탄 샤벨을 입수해, 사탄 샤벨을 빌 세이버와 병용해 신 필살기인 사탄 크로스를 생각해 내거나 사탄 샤벨의 마력으로 사람들을 세뇌해 폭도화시켜 날뛰게 하는 등, 세기왕이 아니면서도 사탄 샤벨을 잘 다루고 있다.

## 가면라이더 블랙,쉐도우,고르곰 무기, 기술
-라이더 펀치
오른쪽의 주먹에 킹 톤 에너지를 집중시켜 사용하는 펀치. 라이더 킥 직전에 사용하는 일이 많다. 일부의 적은 이 기술로 숨통을 끊은 적도 있다.
제13화에서 종래의 펀치를 게 괴인이 깬 탓에, 특훈의 끝에 펀치 전에 신체를 굽혔다 펴는 액션이 더해져, 위력이 3배가 되었다. 더욱이 바이탈 차지와의 병용으로 위력을 강화할 수 있다.
-라이더 킥
발끝에 킹스톤 에너지를 집중시켜 사용하는 날아차기. 공기와의 마찰로 발끝이 적열할 정도의 스피드이다. 대부분의 싸움에서 마무리에 이용된 BLACK 최대의 필살기.
제13화부터 킥 전에 신체를 굽혔다 펴는 액션이 더해져, 위력이 3배가 되었다. 더욱이 바이탈 차지에 의해서 위력을 강화할 수 있다. 제18화에서는 빌게니아의 방패 · 빌텍터에 거의 완벽하게 막혔지만, 제28화에서는 이것을 손상시키고, 게다가 빌게니아 본인에게도 큰 데미지를 주는 등, 그 후도 위력의 향상을 볼 수 있다.
-라이더 춉
오른 손바닥에 킹스톤 에너지를 집중시켜, 공중에서 춉을 먹인다. 직경 100밀리미터의 강철을 찢을 정도의 위력이 있다.
-라이더 던지기
적을 업어치며 지면에 내동댕이치는 기술.
-라이더 점프
그 자리에서 수직 점프 한다.
-킹스톤 플래시
벨트의 에너지 리엑터에서 킹스톤 에너지를 발사한다. 신체에 부착한 점착물을 없애고, 적의 환술을 깨고, 적의 에너지 공격을 되받아치고, 강렬한 섬광으로 적을 현혹 하는 등의 다채로운 사용법이 있다. 제49화에서는 다롬의 파괴 광선과의 맞겨룸으로 데미지를 주었지만, 이것은 킹스톤 플래시 자체에 광선기로서의 효과가 있는 건지, 적의 광선을 역용해 되받아쳤을 뿐인지는 불명. 최종회에서는 쉐도우 문의 쉐도우 플래시에 예속당한 배틀 호퍼를 해방시켰다.
-라이더 파워 플래시
점프 한 후 공중에서 킹스톤 플래시를 사용한다.
-파워 스트라이프스
몸의 붉고 노란 라인에서 축적된 킹스톤 에너지를 방출한다.
-사탄 샤벨
세기왕만이 가지는 것이 허락되는 검이기 때문에, 본래 세기왕인 블랙 선도 당연히 사용할 수 있다. 최종회에서 쉐도우 문이 놓친 것을 빼앗아 사용해, 쉐도우 차저를 베어 결정적인 일격을 주었다. 게다가 모든 공격을 배리어로 방어하는 창세왕을 쓰러트리는 마지막 수단으로서 바로 옆에 소환, 끝장을 냈다.
-쉐도우 펀치
BLACK의 라이더 펀치와 동등한 위력을 자랑하는 기술.
-쉐도우 킥
BLACK의 라이더 킥과 동등한 위력을 자랑하는 기술. 라이더 킥과 달리 양다리로 차는 것이 특징. 발끝은 녹색으로 발광한다.
-쉐도우 플래시
BLACK의 킹스톤 플래시에 해당되는 기술. 망령 세계를 조종하거나, 배틀 호퍼를 지배하에 두거나 했다. 어느 사용예도 BLACK의 킹스톤 플래시에 의해서 상쇄되고 있다.
-쉐도우 빔
벨트 쉐도우 차저 내부에 심어져 있는 킹스톤의 에너지를 이용해, 양손에서 파괴 광선을 발사하는 기술.
-사탄 샤벨
차기 창세왕 전용의 무기. 당초는 빌게니아가 입수했지만 이것을 빼앗아, 일도양단했다. 광탄이나 반중력 광선을 발사하는 등의 사용법도 체득. 맨손인 BLACK을 몇번이나 괴롭히고, 제47화에서는 한 번은 죽음에 이르게 했다. 차기 창세왕은 이것을 자유자재로 소환할 수 있는 것 같고, 쉐도우 문은 부활 직후에 이 성질을 이용해 빌게니아로부터 빼앗았다. 또 최종회에서는, BLACK이 자신도 차기 창세왕 후보인 것을 알아차리고 소환해, 창세왕에게 끝장을 냈다. 싸움 후에 코타로가 하늘로 향해 내던지자, 그대로 빛이 되어 소멸했다.
＊빌 세이버
빌 게니아의 마검. BLACK의 보디를 베는 파괴력을 가진다. 검 자체가 BLACK이나 쉐도우 문의 킹스톤에 해당하는 것으로 빌게니아의 힘의 근원이다. 이것을 잃는 것은 즉 빌게니아가 힘을 잃는 것이 된다. 사탄 샤벨과 병용 하는 것으로 강력한 붉은 번개인 사탄 크로스를 쏘는 것도 가능. 쉐도우 문의 사탄 샤벨과 서로 쳤을 때에는 튕겨 부러져 버렸다. 보통 인간이 가져 버리면 검의 마력에 의해 흉포화해서 폭주해 버린다.
＊빌 텍터
빌게니아가 장비하고 있는 방패. 빌 세이버와 병용 하는 것으로 BLACK을 고전시켰다. 제18화에서는 라이더 킥을 거의 무효화했다. 하지만 BLACK의 능력이 향상됐기 때문인지, 제28화에서는 라이더 킥을 맞고 틈이 생겨 빌게니아 자신도 상당한 데미지를 입었다. 그 후 수복된 것 같지만, 쉐도우 문의 사탄 샤벨에 간단히 절단되었다.
＊다크 스톰
마검 빌 세이버에서 쏘는 풍속 200m의 돌풍. BLACK을 날려 버리는 위력이 있다. 초전에서는 BLACK에게 깊은 상처를 입히고, 제30화에서는 BLACK을 건물에 부딪히게해 건물의 반대 방향까지 날려버려서, 코타로를 일시적인 기억상실로 몰아넣었다(다만 이 직전, BLACK은 라나의 초능력에 의해서 전투 불능이 되어 있었다). 하지만 다른 사용예에서는 BLACK은 날아가도 그만큼 데미지를 받지 않은 채 전투를 계속하는 경우도 많아, 효과는 가지각색.
＊광구화
빛의 구슬이 되어 자유자재로 비행하는 능력. 이 모습으로의 돌진 공격은 검은 고양이 괴인을 관통하고(다만, 그 전에 검은 고양이 괴인은 라이더 펀치를 맞고 있다) 극장판에서는 카멜레온 괴인의 혀를 절단해, 포박당해있던 BLACK을 결과적으로 돕고 있다. 출현 직후의 기습에 다용되는 것 외에, 퇴각할 때에도 자주 이용되었다.
＊사탄 크로스
빌 세이버와 사탄 샤벨을 겹치는 것으로 발사 가능한 붉은 번개를 쏘는 필살기. 빌게니아는 이 기술로 BLACK를 크게 고전시켰다.
＊사탄 파이어
사탄 크로스의 응용기. 빌 세이버와 사탄 샤벨을 교차시켜 화염을 방사한다. 이 기술로 쿄코가 묶인 십자가 주위를 불바다로 만들었다.
＊최면술
인간을 자신의 의사로 자유자재로 조종하는 기술. 인간에게 빌 세이버를 갖게 하거나, 사탄 크로스의 응용 등에 의해서 사용.
＊데몬 트릭
마검 빌 세이버에 의해 분신을 만들어 자유자재로 공격한다. 분신은 BLACK의 멀티 아이로도 실체를 발견할 수 없지만, 킹스톤 플래시라면 깨는 것이 가능. 제18화에서 킹스톤 플래시에 깨진 다음은 한번도 사용하고 있지 않다.
＊사탄 샤벨
본래는 세기왕이 사용하는 것을 용서하는 검. 창세왕의 인도에 따라 빌게니아가 고투 끝에 입수. 하지만 쉐도우 문이 부활하면서 그 손에서 빼앗겨 버렸다.
＊얼굴 훔치기의 술
쿠로마츠 교수로 변장하기 위해서 사용. 상대의 두 눈을 보는 것으로 모습을 카피한다. 모습이 카피된 상대는 변사한다.
＊프레셔 웨이브
빌 세이버를 시계회전으로 고속 회전시켜 돌풍을 만들어 내, 상대에게 부딪치는 기술. 이것을 맞은 BLACK은 몸이 지면에 박혀버려, 움직일 수 없게 되어버렸지만 로드 섹터를 불러 탈출했다.
＊빌 케이프
빌게니아가 장비하고 있는 망토로, 데몬 트릭 발동 시에 상대를 환혹시키기 위해서 사용한다.
＊텔레포트
제34화에서 사탄 샤벨을 입수했을 때 사용. 사탄 샤벨을 프레셔 웨이브처럼 시계회전으로 회전시키는 것으로 공간을 비뚤어지게 해서 자신과 쿄코와 코타로를 텔레포트 시켜 채굴장으로 이동했다.

## 전용 머신
-배틀 호퍼
고르곰이 세기왕 전용 머신으로서 개발한 자아를 가진 메카 생명체. 코타로가 고르곰에서 탈출할 때 탈취해 애차로 삼고 있고, 메뚜기 같은 오프 로드 오토바이의 모습을 하고 있다.「모트 크리스탈」을 동력원으로 해, 「리라이브 탱크」의 기능으로 자기 재생 능력을 발휘한다. 또, 중추 신경은 메뚜기와 같은 것이다. 전체 길이 2,220mm, 전체 높이 1,240mm, 최고 시속 500km/h, 최고 출력 415마력.
BLACK이 탑승하면 체내에 있는 킹스톤과 모트 크리스탈의 파워가 융합되어 최대의 힘을 발휘할 수 있게 된다. 이 상태에서 사용하는 전력투구기 「다이나믹 스매쉬」는, 콘크리트의 벽도 쉽게 부술 수도 있다. 또 자아를 가지기 때문에, BLACK이 위기에 빠졌을 때는 지령이 없어도 독자적인 판단으로 행동한다.
시판되는 오토바이로 위장하는 능력은 없다. 평상시는 폐공장에서 로드 섹터와 함께 대기하고, BLACK의 뜻을 받아 나타난다(따라서 코타로는, 평상시에는 개조되기 전부터 타고 있던 스즈키 · GSX-R400를 일상에서 타고 다닌다). 코타로는 성실하게 세차를 하고 있었지만 극중에서는 오프 로드 주행이 많은 관계로 비교적 더럽다.
세기왕의 명령 이외에는 일절 듣지 않기 때문에, 코타로=BLACK 이외에는 쉐도우 문 밖에 조종할 수 할 수 없다(다만, 세기왕의 명령에 의해 세기왕 이외의 인간이 배틀 호퍼를 운전하는 것은 가능. 또, 자신의 판단으로 쿄코를 태운 적도 있다). 최종 결전에서는 쉐도우 문에게 조종당하는 것도, 함께 싸워 온 BLACK을 지키려는 의사가 이겨, BLACK의 킹스톤 플래시를 받고 반기를 들고 특공, 사탄 샤벨에 난도질당하면서도 리라이브 탱크를 폭발시켜 쉐도우 문에게 큰 데미지를 주지만, 동시에 자기 재생 능력도 잃었기 때문에, 「고…, 고마워…, 라,…라이더….」라고 처음으로 말을 한 후, 숨을 거두었다. 속편 「가면라이더 BLACK RX」에서는, BLACK이 RX로 진화한 것에 따라 아크로밧타가 되어 부활.
베이스 머신은 스즈키 · RA125(모토크로서와 동명의 시판 오프 로드차).「가면라이더 화보」등의 일부 자료에는 SF13A라고 쓰여져 있지만 이것은 RA125의 형식 번호. 쿠라타 테츠오는 학생시절부터 오토바이는 좋아했지만, BLACK의 오토바이는 개조한 대가인지 승차감이 매우 나쁘다고.
-로드 섹터
고르곰의 원조를 받은 다이몬 요이치 박사에 의해서 제작된 문명 파괴용 머신. 완성 직후에 박사가 고르곰에 의해서 살해되었기 때문에, 머신은 박사의 아들인 다이몬 아키라가 숨기고 있었지만, 고르곰에게 습격당한 아키라를 코타로가 구한 것을 기회로 BLACK의 2번째 머신이 되었다. 전체 길이 2,100mm, 전체 높이 1,320mm, 최고 시속 960km/h, 최고 출력 1,515마력.
배틀 호퍼와 같은 의사는 가지고 있지 않지만, 탑재된 RS 컴퓨터에 의해 BLACK의 지령으로 자동 주행하는 것은 가능(단, 제13화에서는 돌격 할 때에 스스로 자기소개를 하고, 제47화에서 코타로의 몸을 염려하는 행동을 보이고 있다).
시속 800킬로 이상에 이르면 머신 상부의 어택 쉴드가 자동적으로 전개. 스파클링 어택이라고 하는 전력투구 공격을 행하는 것이 가능. 플라스마 제트, 방해 전파 등의 장비나 기능도 갖추고 있다. 또 주행시에는 이온 장벽이 발생한다. 이와 같이 스피드 등의 성능은 배틀 호퍼를 크게 웃돌지만, 온 로드용의 스피드 중시 머신이기 때문에 작은 회전은 할 수 없다고 하는 결점이 있다(배틀 호퍼에로는 주행 가능한 벼랑도 오를 수 없다).
최종화에서는, 창세왕의 죽음과 함께 붕괴되는 고르곰 본거지로부터 BLACK을 탈출시켰다.
또한 「가면라이더 BLACK RX」의 제4화의 첫머리에서 라이드론 제작중의 씬에서 「좀 있으면 너의 동료가 생길거라고」라고 아크로밧타에게 말을 건네는 씬의 배경으로 로드 섹터인 것 같은 오토바이가 일순간 보이지만, 방영 종료 후에 잡지 「우주선」편집부가 독자로부터의 질문을 받아 제작 회사인 토에이에 로드 섹터의 행방을 질문했더니, 「로드 섹터는 코타로가 다이몬 아키라에 반환한 설정으로 되어 있다」라는 회답이 있었던 것이 지면에 게재되었다.
베이스 머신은 스즈키 · GSX-R400 · 1987년형.

## 주제가
주제가
『가면라이더 블랙』
- 작사:아키 요코/작곡:우자키 류도/편곡:카와무라 에이지/가수:쿠라타 테쓰오

엔딩 테마
『LONG LONG AGO, 20TH CENTURY』
- 작사:아키 요코/작곡:우자키 류도/편곡:카와무라 에이지/가수:사카이 노리오

| 이전 가면라이더 ZX (1984년 1월 4일) | 제9대 1980년대 가면라이더 시리즈 1987년 10월 4일 ~ 1988년 10월 9일 | 다음 가면라이더 블랙 RX (1988.10.23 ‐ 1989.9.24) |